# Neodactria zeellus
Neodactria zeellus là một loài bướm đêm trong họ Crambidae.